# Fritz Horn
Fritz Horn   (Horní Litvínov, 31 de maig de 1909 - valor desconegut) va ser un jugador d'hoquei sobre herba alemany que va competir durant la dècada de 1920 i 1930.
El 1928 va prendre part en els Jocs Olímpics d'Amsterdam, on va guanyar la medalla de bronze com a membre de l'equip alemany en la competició d'hoquei sobre herba. Fou 5 vegades internacional entre 1928 i 1932.